# Hieracium bocconei
Hieracium bocconei es una especie de planta con flor del género Hieracium, de la familia Asteraceae, orden Asterales.

## Distribución
Hieracium bocconei se distribuye por Austria, Francia, Alemania, Italia y Suiza.

## Taxonomía
Fue descrita científicamente por Griseb. Fue publicada en Abh. Königl. Ges. Wiss. Göttingen 5: 115 (1853).